# Буйон
Буйо́н (фр. Bouillon, МФА: [bu.jɔ̃]) — муніципалітет і містечко у Бельгії, Валлонія, Люксембурзька провінція, округ Нешато. Належить до французької спільноти Бельгії. Найвизначніша споруда — Буйонський замок, який заклав його власник Готфрід Бульйонський його єпископу Отберту Льєжському, щоб на ці кошти взяти участь у Першому хрестовому поході. Площа — 149.09 км². Населення — 5,353 особи (2018). Стара транскрипція — Бульйо́н (від лат. Bullion).

## Історія

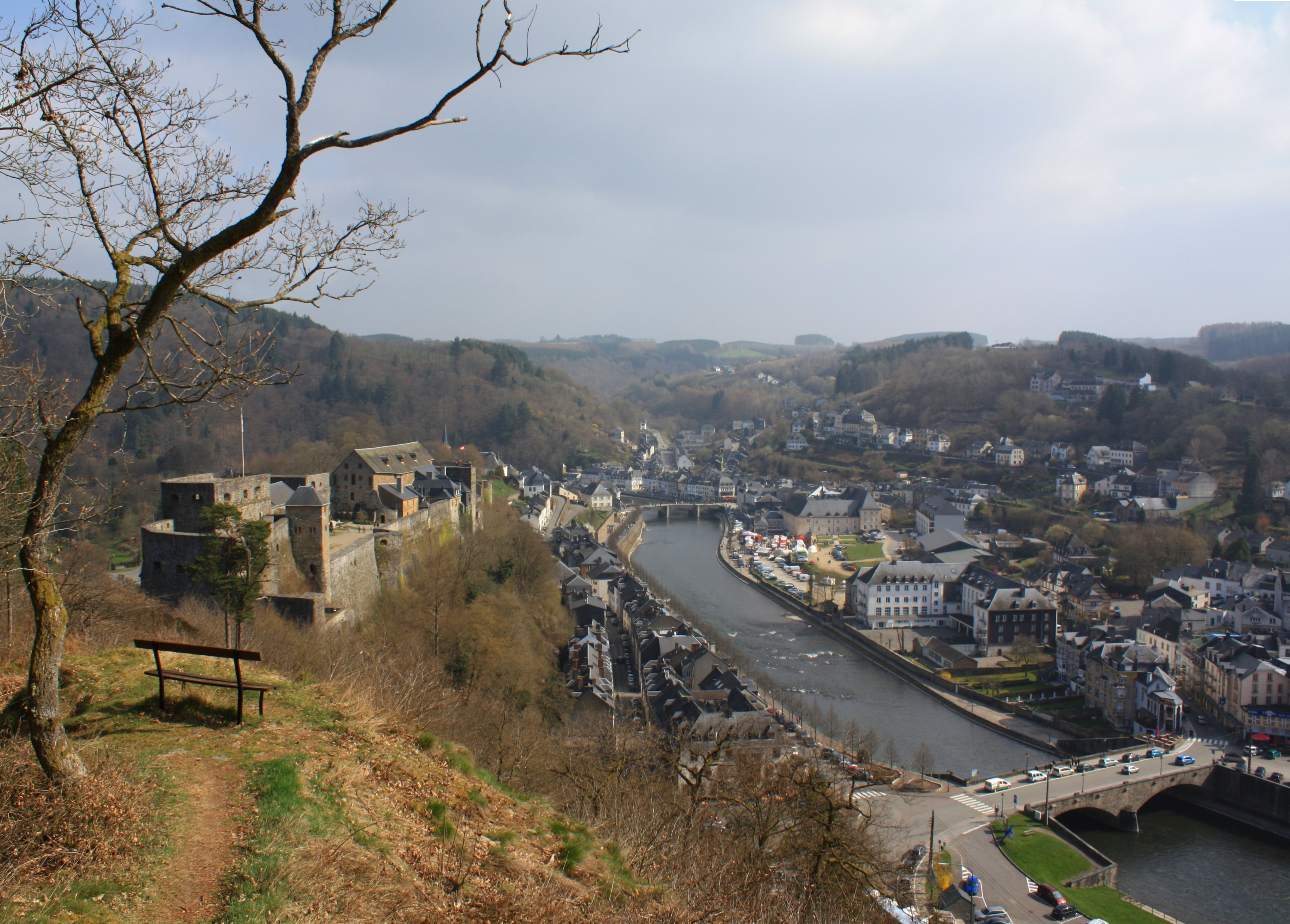
Вид на Буйонський замок та місто

Буйон виник у середньовіччі як поселення довкола однойменного замку. Він вперше згадується у джерелах під 988 роком.
Буйонський замок і поселення були сеньйорією у складі герцогства Нижньої Лотарингії. У Х—ХІ ст. ця сеньйорія належала франкському Вігеріхському дому.
Буйонська сеньйорія ніколи не була графством, хоча нею володіли і графи, і герцоги. Найвідомішим з них був Готфрід Бульйонський, один із організаторів Першого хрестового походу, який 1082 року став господарем замку. Він продав замок лізькому князю-єпископу, щоб вирушити в паломництво до Святої Землі.